# Xã Center, Quận Morgan, Ohio
Xã Center (tiếng Anh: Center Township) là một xã thuộc quận Morgan, tiểu bang Ohio, Hoa Kỳ. Năm 2010, dân số của xã này là 743 người.